# Dr Ruth Segomotsi Mompati
Dr Ruth Segomotsi Mompati (Afrikaans:Dr. Ruth Segomotsi Mompati-distriksmunisipaliteit; Engels: Dr Ruth Segomotsi Mompati District Municipality) is een district in Zuid-Afrika. De voormalige naam (vóór 2008) was Bophirima District Municipality.
Dr Ruth Segomotsi Mompati ligt in de provincie Noordwest en telt 463.815 inwoners.

## Gemeenten in het district[5]
- Greater Taung
- Kagisano
- Lekwa-Teemane
- Mamusa
- Naledi